# Casa de Platoni

## Origen Tradicional
En el caso de la familia Platoni su origen tradicional se encontraría en la rama italiana de la dinastía agilofinga, en concreto cuando el hijo primogénito de Garibaldo I de Baviera, llamado Gundoaldo, huyó a Italia, donde adquirió el cargo de Duque de Asti. Gundoaldo a su vez fue padre de Ariperto, primer rey de los lombardos de origen bávaro, y de él tuvo vida una larga genealogía de reyes hasta el rey Desiderio. No obstante, según la tradición estipulada en los textos antiguos, algunos de los antecesores de Desiderio comenzaron a designarse con el apellido Platoni, lo que prosiguió con el hijo segundogénito de Desiderio llamado Bernardo.

## Origen histórico

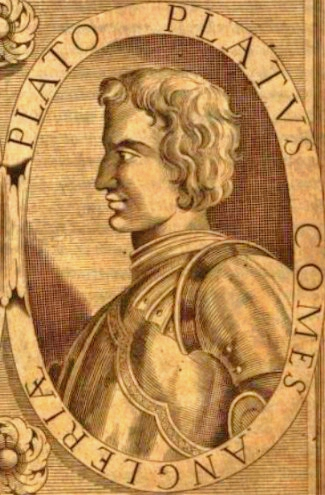
Plato Platoni

El origen del apellido es lombardo. Venida a menos la hipótesis del origen agilofingo, puesto que la dinastía bávara finalizó en 712 con Ariberto II, se plantea la posibilidad de un origen dègana, ligado a aquellos guerreros bárbaros que tenían tareas de seguridad y la gobernabilidad dentro de las posesiones de los reyes y duques lombardos. Teniendo en cuenta que el territorio de origen de los Platoni corresponde al actual distrito de Borgo Val di Taro, sabemos que tales territorios habían sido donados de los reyes bárbaros a la Abadía de San Colombano de Bobbio. Los Platoni, en particular, resultarían haber sido los niveladores de estos terrenos por cuenta de la Abadía, concentrando en las propias manos siempre mayor poder, convirtiéndose de hecho en los señores absolutos de la zona.
Se menciona que el fundador de la dinastía fue Facio, que es designado como conde de Angheria (actual Angera), Conde palatino y Caballero de la Milicia Dorada, y que se asentó en el alto Val di Taro, gracias a sus excelentes capacidades militares, y se casó con Domitila, la hija mayor del curtis livellario Turris, que fue maestro de Bobbio. Su hijo Plato, (Borgo Val di Taro, ca. 980 - Borgo Val di Taro, ca. 1022). al igual que su padre, también podía presumir de los títulos de Conde Palatino y Caballero de la Milicia de oro, así como señor de Parma y Ceno.
Surge la pregunta de por qué los descendientes de la estirpe habrían adquirido el apellido Platoni por su hijo, Plato, especialmente en vista de la inusual elección de un nombre que parece tener origen griego. La respuesta se encuentra en el testamento de Plato Platoni, el cual dejó en herencia común a sus hijos el castillo Platono, con el objetivo declarado de preservar el apellido de la familia. Parece que el mismo Plato hubiera adquirido su nombre por la fortaleza recibida de su padre y que esta representaba el símbolo del poder de la familia (se trata tal vez de la misma roca presente en el escudo de armas de la familia).

## Familias descendientes y uniones matrimoniales
Después de la muerte de Plato Platoni, que había contraído matrimonio con Metodia de Lomello, hija de Luciano, conde de Lomello, las diversas posesiones se dividieron entre los hijos. Queda todavía la evidencia de esta división en el testamento redactado por el notario Zirolo de Laude, conservado al Archivo de Estado de Parma. Según tal acta notarial quedó únicamente indiviso el castillo de Platono, mientras los hijos mayores Allinerio y Franzoto tuvieron las propiedades del Val Vona hasta Mozzola; Rolandino recibió los territorios entre el Ena y el Gotra, hoy en Albareto; a Lusiardo le correspondió el alto Val Taro, donde hoy surge Borgo Val di Taro; Begarolo se encontró el castillo de Pietramogolana y territorios cerca del río Taro, mientras el último hijo, Antonio, heredó los territorios en Milán. No figura en el testamento el último hijo, Larioto, ya que era ilegítimo. 
De los Platoni surgieron varias familias que no conservaron el apellido originario sino que lo modificaron. Este es el caso de los Granelli, los Lusardi (Luxardo, Lusiardi, Lusuardi), los Costaerbosa, los cuales tuvieron numerosos episodios de violencia con la facción de los Platoni de Borgo val di Taro, o los Rossi, que dominaron el territorio valtarese.
Como se puede observar en la cantidad de territorios bajo el control de Plato, estos alcanzaban una dimensiones considerables, pero su división entre los seis hijos fue el origen del debilitamiento de la familia, tanto es así que cada rama se distinguía creando una nueva familia conservándose el apellido originario Platoni en pocos casos (únicamente de los dos hijos mayores, Allinerio y Franzoto).
Los Platoni también tuvieron uniones matrimoniales con las principales familias como Malaspina, condes de Lomello, Della Torre, Costaerbosa, Pallavicino, Ena (o Hena), Manara y realizó acuerdos políticos y alianzas con los Landi, Sanvitale y los Fieschi, aunque no todas perduraron en el tiempo.

## Historia
Entre los siglos XI y XII los Platoni estaban a la cabeza de una camarilla de familias nobles de la montaña, que gobernaban los territorios de Val Taro y Val Ceno. En los siglos XIII y XIV la familia se contaba entre los principales aliados de los Landi de Bardi, en sus enfrentamientos contra los güelfos de Piacenza. El Señor de Milán Otón Visconti incluye a este linaje con su denominación latina "Platis" dentro la Matricula Nobilium, un Edicto de fecha 20 de abril de 1277, que recoge a toda la nobleza inmemorial o Nobleza milanesa más antigua del futuro ducado. 
Entre los años 1473 y 1478 fueron los soberanos del condado y luego marquesado de Val di Taro, de la mano de Francesco Platoni, mediante cesión soberana del Duque de Milán.
En el siglo XVI numerosos miembros de la familia participaron en el gobierno de la ciudad de Borgo Val di Taro y pueblos de los alrededores, a menudo sosteniendo cargos tales como magistrados, capitanías, consejos y consulados. Otros Platoni, no residentes en la ciudad, formaron parte del consejo ciudadano como representantes rurales, pero enseguida, diversos Platoni se trasladaron a Piacenza, con cargos relevantes en el gobierno de la ciudad, como es el caso del gobernador Giulio Platoni.